# Joachim Engel (Mathematiker)

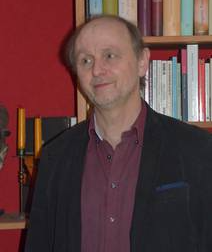
Joachim Engel

Joachim Engel (geb. 24. Januar 1954 in Bad Orb) ist ein deutscher Mathematiker und emeritierter Hochschullehrer.

## Leben und Wirken
Joachim Engel erwarb 1977 ein Diplom in Mathematik und die Lehrbefähigung für das Lehramt an Gymnasien (Mathematik und katholische Theologie) an der Universität Bonn. Eine Erweiterungsprüfung für Sonderpädagogik absolvierte er an der Universität zu Köln. 1986 erwarb er einen Master-Abschluss und promovierte (Ph.D.) 1988 in Applied Mathematics, beides an der University of Southern California in Los Angeles. Anschließend arbeitete er in den USA und in Deutschland als Forschungsstipendiat und habilitierte sich 1998 im Fach Mathematikdidaktik an der Pädagogischen Hochschule Ludwigsburg.
Er arbeitete zunächst als wissenschaftlicher Mitarbeiter an der Universität Heidelberg im Fachbereich Angewandte Mathematik und an der Universität Bonn im Fachbereich Wirtschaftswissenschaften und war Visiting Assistant Professor an der University of Michigan in Ann Arbor.
Nach einer Professur für Mathematik an der Leibniz Universität Hannover von 2004 bis 2006 lehrte er von 2006 bis 2020 als Professor für Mathematik und Mathematikdidaktik an der Pädagogischen Hochschule Ludwigsburg. Von August 2016 bis Januar 2017 war er Gastwissenschaftler an der University of California in Berkeley.

## Forschungsschwerpunkte
Engels spezielle akademische Interessen liegen im Bereich der Stochastik. In seinen ersten Arbeiten konzentrierte er sich auf nichtparametrische Kurvenschätzung und Signaldetektion, wobei er Methoden der harmonischen Analyse und Regression mittels Kernschätzer  auf biomedizinische Wachstumskurven und Wirtschaftswissenschaften anwendete. Später wurde er vor allem für seine Beiträge zur Statistik bekannt, in denen er das Verständnis von Schülern für Zufälligkeit und Variabilität untersuchte und rechnerintensive Methoden einführte, die zum Beispiel auf Bootstrap-Verfahren basieren. Seine Erfahrung mit didaktischen Methoden zur Erklärung von Funktionen und ihrer Verwendung bei der Modellierung realer Probleme spiegelt sich in seinem Lehrbuch über die Anwendung von Funktionen bei der Modellierung auf der Grundlage von Daten wider. Er schrieb zudem ein populäres Lehrbuch über die Geometrie komplexer Zahlen. Seine jüngeren akademischen Interessen liegen im Bereich der Entwicklung von Risikokompetenz, Statistical Literacy und Data Science Literacy. 
Er ist aktives Mitglied der International Association for Statistical Education (IASE) und war  Koordinator von ProCivicStat, einer strategischen Partnerschaft, die im Rahmen des Erasmus+-Programms der EU gefördert wurde und darauf abzielte, Menschen zu befähigen, Statistiken über die Gesellschaft zu verstehen. In diesem Projekt wurde die Teildisziplin Zivilstatistik konzipiert. Er gehörte von 2011 bis 2023 dem Executive Committee von IASE an, davon einige Jahre auch als Präsident der IASE.

## Engagement
Engel ist ausgebildeter Mediator und Mitglied des Kuratoriums der Eirene-Friedensstiftung.

## Publikationen (Auswahl)

### Bücher
- Tree structured function estimation with Haar wavelets. Verlag Dr. Kovač, Hamburg 1999, ISBN 3-86064-884-5.
- Komplexe Zahlen und ebene Geometrie. 3. überarb. Auflage DeGruyter, 2016, ISBN 978-3-486-59858-2, doi:10.1524/9783486598582
- Anwendungsorientierte Mathematik. Von Daten zur Funktion: Eine Einführung in die mathematische Modellbildung für Lehramtsstudierende. 2. überarb. Auflage Springer-Verlag Berlin/Heidelberg 2018, ISBN 978-3-540-89087-4.
- mit Jim Ridgway, Iddo Gal, Rolf Biehler et al.: Statistics for Empowerment and Social Engagement. Teaching Civic Statistics to Develop Informed Citizens. Springer Nature, Cham 2022, ISBN 978-3-031-20747-1, doi:10.1007/978-3-031-20748-8

### Aufsätze
- A simple wavelet approach to nonparametric regression from recursive partitioning schemes. In: Journal of Multivariate Analysis, 49,1994, doi:10.1006/jmva.1994.1024 S. 242–254.
- mit Alois Kneip: Model Estimation in Nonlinear Regression Under Shape Invariance. In: The Annals of Statistics 23/2, 1995 ISSN 0090-5364 doi:10.1214/aos/1176324535
- mit Alois Kneip: Recent approaches to estimating Engel curves. In: Journal of Economics, 63(2), 1996.
- mit P. Sedlmeier: On middle-school students' comprehension of randomness and chance variability in data. In: Zentralblatt für Didaktik der Mathematik, Vol. 37(3), 2005, S. 168–179, doi:10.1007/s11858-005-0006-4
- mit Rudolf Grübel: Bootstrap – oder die Kunst, sich selbst aus dem Sumpf zu ziehen. In: Mathematische Semesterberichte, 55, 2008, doi:10.1007/s00591-008-0036-4, S. 113–130.
- Funktionen, Daten und Modelle: Vernetzende Zugänge zu zentralen Themen der (Schul-)Mathematik. In: Journal für Mathematik-Didaktik 37 (1), 2016, ISSN 0173-5322, doi:10.1007/s13138-016-0094-4, S. 107–139.
- Statistical Literacy for Active Citizenship: A Call for Data Science Education. In: Statistics Education Research Journal, Vol. 16 (1), 2017, S. 44–49. (online)
- mit Rolf Biehler, Daniel Frischemeier, Susanne Podworny, Achim Schiller, Laura Martignon: Zivilstatistik: Konzept einer neuen Perspektive auf Data Literacy und Statistical Literacy. In: AStA Wirtschafts- und Sozialstatistisches Archiv, 13, 2019, doi:10.1007/s11943-019-00260-w, S. 213–244,